# Lotononis procumbens
Lotononis procumbens är en ärtväxtart som beskrevs av Harry Bolus. Lotononis procumbens ingår i släktet Lotononis och familjen ärtväxter. Inga underarter finns listade i Catalogue of Life.